# Польські сибіряки

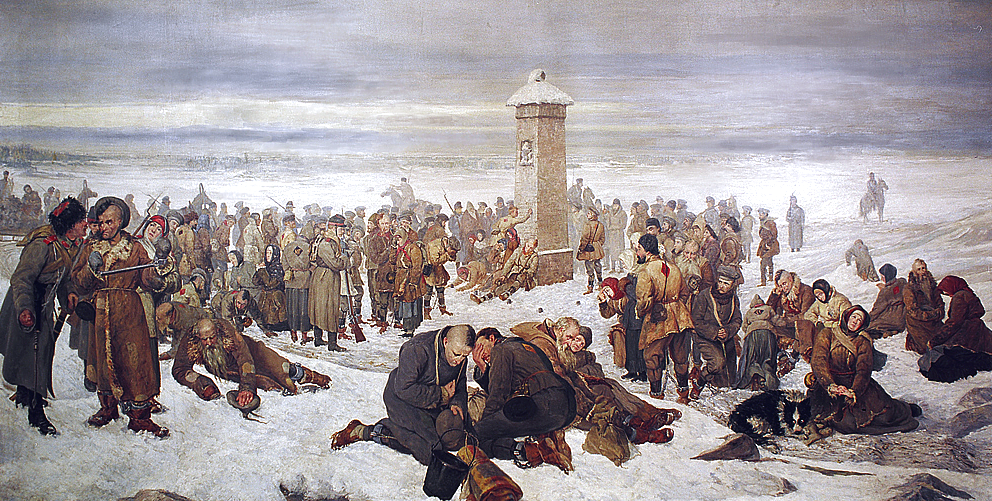
«Прощання з Європою». Олександр Сохачевський

Польські сибіряки або сибіраки(пол. sybirak, sybiracy — збірна назва польських підданих Російської імперії і громадян Польщі, які були заслані або з власної волі переїхали жити в Сибір, на Крайню Північ або на територію Казахстану за часів Російської імперії та СРСР.

## Історія

### Загальна картина

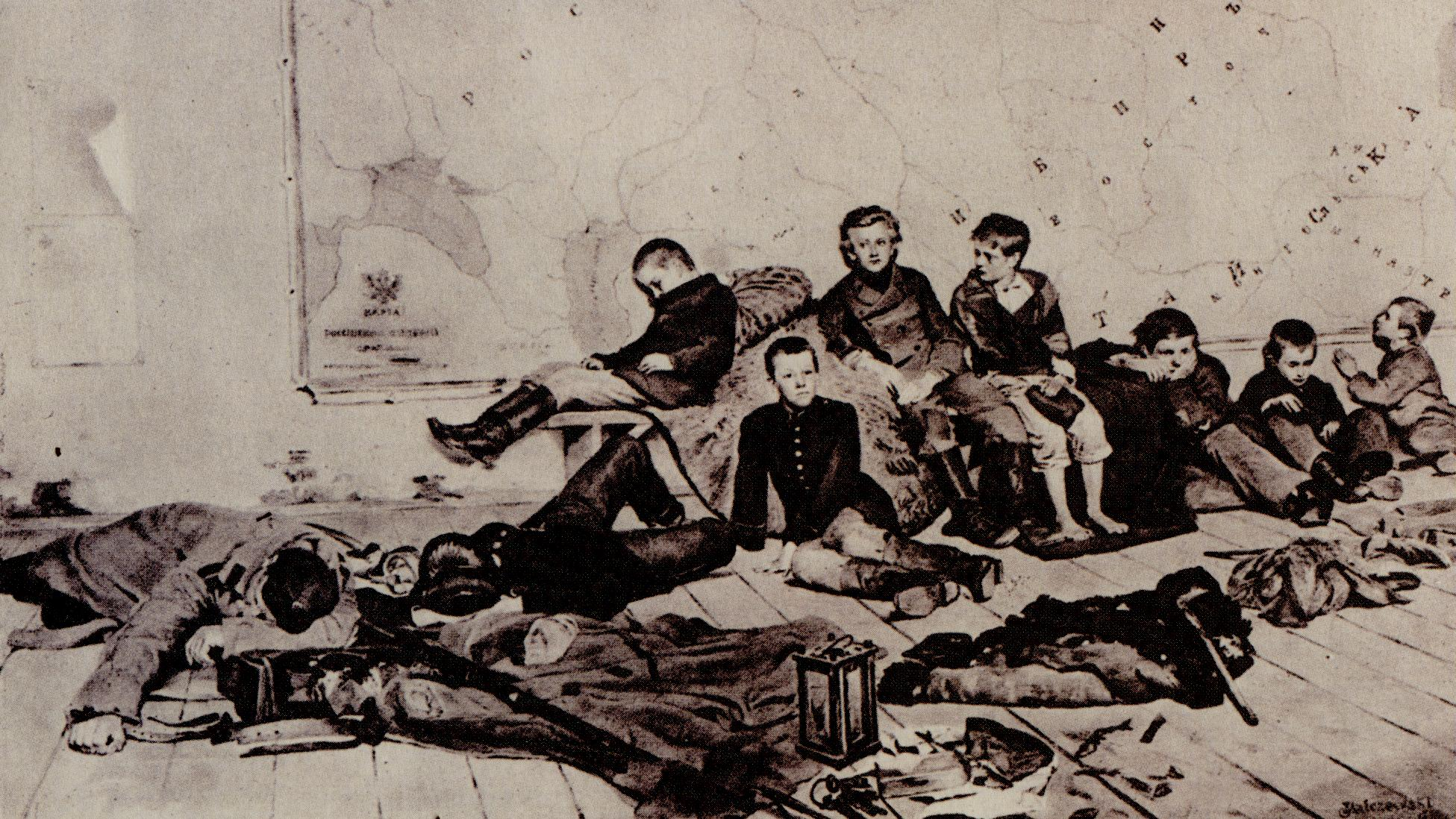
Польські студенти в Сибіру

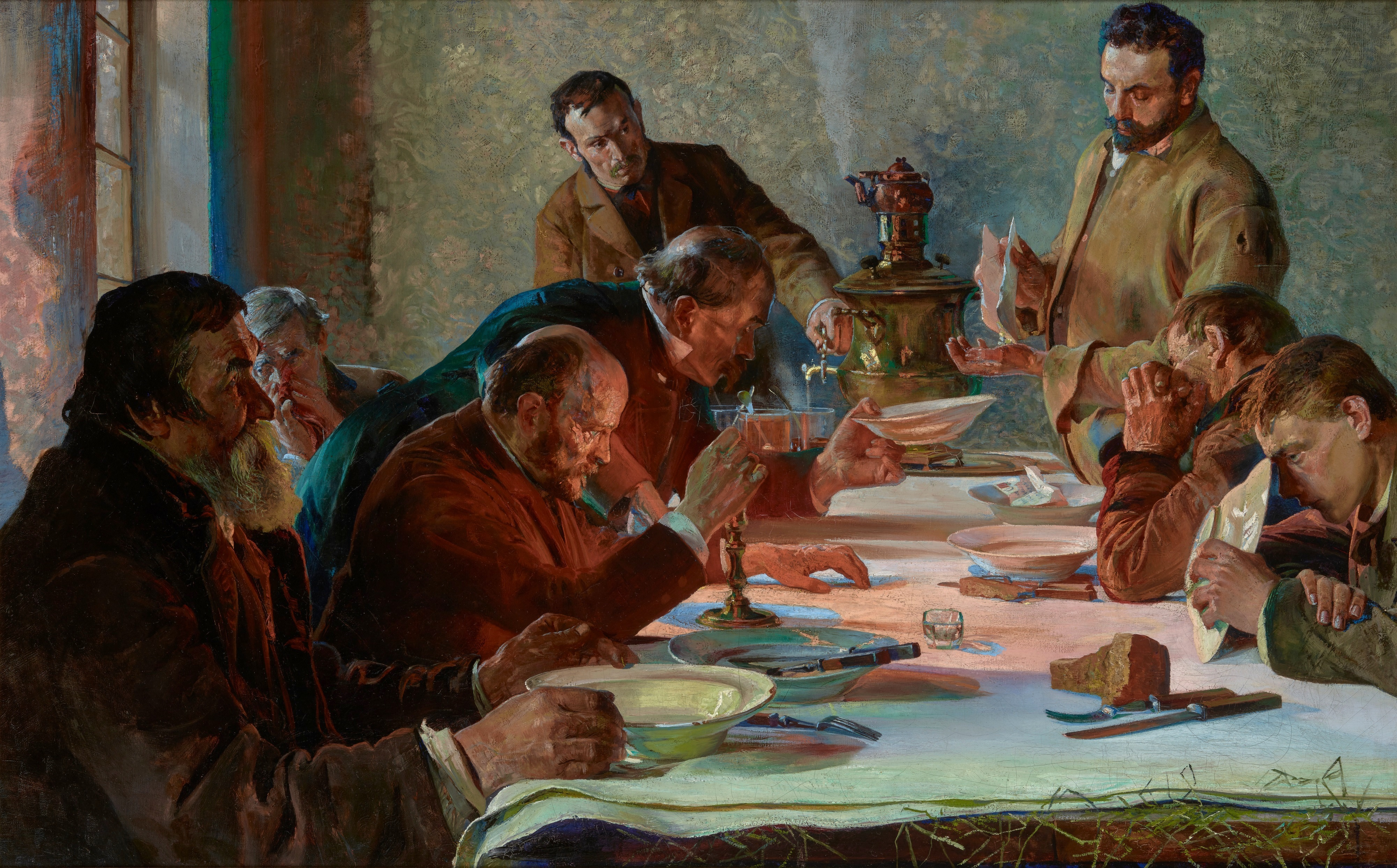
«Святвечір в Сибіру». Яцек Мальчевський

Переселення поляків у Сибірську частина Російської імперії почалося ще в XVIII столітті, коли туди як засланців стали відправляти прихильників Барської конфедерації. У 1847 році в Росії з багатьох злочинів замінили смертну кару на заслання і каторгу. Значна частина учасників польських повстань 1830 і 1863 років була заслана до Сибіру, і заслані стали називати себе «сибіракам» (саме так у польській мові вимовляється російське слово «сибіряк»). Пізніше до них приєдналися депортовані під час заворушень у Польщі 1905—1907 років, а за радянських часів у Сибіру оселилося багато депортованих у 1939 році з Західної України і Білорусії поляків.

### Російська імперія
Досить велика кількість поляків була заслана за політичні переконання, проте багато перебралися до Сибіру по своїй волі, оскільки Сибір здавався їм економічно вигідним регіоном, який міг принести великий прибуток. Саме в Сибіру утворилася найбільша в Росії польська національна громада. Величезна кількість поляків брала участь в будівництві Транссибірської магістралі, і багато польських діячів науки і мистецтва відобразили в своїх працях Сибір — в їх числі були Олександр Чекановський, Іван Черський, Бенедикт Дибовський, Віктор Годлевський, Сергій Ястржембський, Едуард Пекарський, Броніслав Пілсудський, Микола Вітковський і багато інших.
У 1857 році ряд польських засланців отримали право повернутися в Королівство Польське, проте продовжили називати себе польськими сибіряками. Значна група цих людей виступила із закликом до націоналістів займатися «органічною роботою»- розвивати польське суспільство, культуру та економіку, а не займатися підготовкою національно-визвольних повстань. Більшість націоналістів не сприйняли заклики колишніх засланців всерйоз, і вони незабаром розкололися на дві групи — прихильників царської влади та її супротивників. Серед найвідоміших, які повернулися із засланців були Агатон Гіллер, Генрик Краєвський, Кароль Рупрехт і Шимон Токажевського
У 1860-і роки в Сибіру проживало близько 20 тисяч поляків. У 1866 році вони зробили безуспішне Навколобайкальське повстання проти влади.

### СРСР
Ще до початку Великої Вітчизняної війни, коли до СРСР були приєднані Західна Україна і Західна Білорусія, радянська влада вислали з приєднаних земель частину польського населення в чотирьох хвилях. Стверджують, що чисельність депортованих поляків становила 1,5 млн чоловік, але розсекречені документи НКВС свідчать про збільшення цифри в 4-5 разів (дані коливаються від 309 тисяч до 381 220 чоловік). Поляків розцінювали як радянських, а не польських громадян, хоча невелика частина полялів, які підлягали депортації все-таки домоглася права залишитися на своїй малій батьківщині. За даними Польського інституту національної пам'яті, радянська влада відправили в Сибір близько 320 тисяч поляків.

### Основна
- Applebaum, A. (2004). GULAG A History, Penguin, ISBN 0-14-028310-2 .
- Cienciala, M. (2007). Katyn A Crime Without Punishment, Yale University, ISBN 978-0-300-10851-4 .
- Davies, N. (1986). God's Playground A History of Poland Volume II, Clarendon, ISBN 0-19-821944-X .
- Ferguson, N. (2006). The War of the World, Allen Lane, ISBN 0-7139-9708-7 .
- Gross, JT (2002). Revolution from Abroad, Princeton, ISBN 0-691-09603-1 .
- Hope, M. (2005). Polish Deportees in the Soviet Union, Veritas, ISBN 0-948202-76-9 .
- Jolluck, K. (2002). Exile & Identity, University of Pittsburgh, ISBN 0-8229-4185-6 .
- Krupa, M. (2004). Shallow Graves in Siberia, Birlinn, ISBN 1-84341-012-5 .
- Malcher, GC (1993). Blank Pages, Pyrford, ISBN 1-897984-00-6 .
- Mikolajczyk, S. (1948). The Pattern of Soviet Domination, Sampsons, low, Marston & Co.
- Piesakowski, T. (1990). The Fate of Poles in the USSR 1 939 ~ 1989, Gryf, ISBN 0-901342-24-6 .
- Piotrowski, T. (2004). The Polish Deportees of World War II, McFarland, ISBN 978-0-7864-3258-5 .
- Polian, P. (2004). Against their Will, CEU Press, ISBN 963-9241-73-3 .
- Rees, L. (2008). World War Two Behind Closed Doors, BBC Books, ISBN 978-0-563-49335-8 .

### Додаткове читання
- M. Janik, Dzieje Polaków na Syberii, 1928
- W. Jewsiewicki, Na Syberyjskim Zesłaniu, 1959
- R. Lysakowski, Siberian Odyssey: A Song of the Cornucopia, Vantage Press, 1990, ISBN 0-533-08386-9